# Those Who Wish Me Dead
Aquells que desitgen la meva mort (títol original: Those Who Wish Em Dead) és una pel·lícula de suspens i acció neo-western de 2021 dirigida per Taylor Sheridan amb un guió de Michael Koryta, Charles Leavitt i Sheridan, basada en la novel·la homònima de Koryta. S'ha subtitulat al català.
Those Who Wish Em Dead es va estrenar el 5 de maig de 2021 a Corea del Sud, i va ser estrenada als Estats Units el 14 de maig per Warner Bros. a través de New Line Cinema, tant en cinemes com digitalment durant un mes en HBO Max.

## Sinopsi
La pel·lícula segueix a un nen (Finn Little) que és testimoni de l'assassinat del seu pare i fuig amb una bombera paracaigudista (Angelina Jolie) en el desert de Montana per a escapar d'un parell d'assassins (Nicholas Hoult i Aidan Gillen) contractats per a silenciar-lo.

## Repartiment
| - Angelina Jolie como Hannah Faber - Jon Bernthal como Ethan Saywer - Nicholas Hoult como Patrick Blackwell - Aidan Gillen como Jack Blackwell - Jake Weber como Owen Casserly - Finn Little como Connor Casserly | - Medina Senghore como Allison Saywer - Tyler Perry como Arthur - James Jordan como Ben - Tory Kittles como Ryan - Alex Wagenman como Chico #1 |